# El Trial de España
El Trial de España (El Trial d'Espanya), sovint escrit El Trial de Espana i conegut també pel seu acrònim ETDE, és una prova internacional de trial que se celebra anualment al sud de l'estat de Califòrnia, EUA.
Organitzat per la SCTA (Southern California Trials Association, Associació de trial del sud de Califòrnia), és la prova més important de l'especialitat disputada als EUA d'entre totes les no puntuables per al campionat interestatal.

## Història

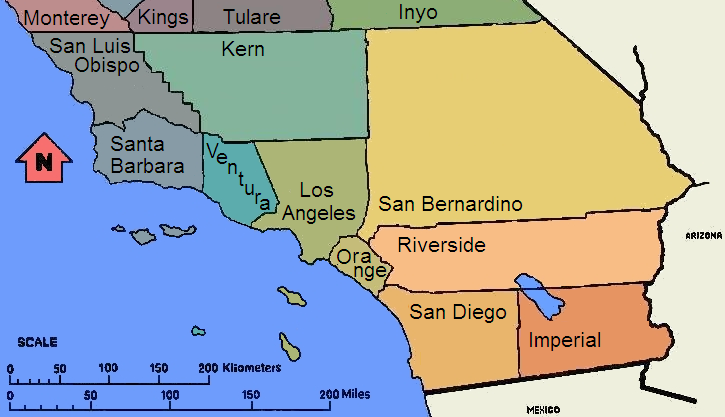
Mapa del sud de Califòrnia, EUA

La primera prova internacional de trial a Saddleback Park se celebrà a l'octubre de 1968, malgrat que encara no amb el nom actual, ja que l'ETDE fou creat oficialment com a tal el 1970. El creador en fou Fred Belair (pare de l'importador de Montesa als EUA Martin Belair), argentí de naixement i mort el 2006 a Califòrnia. Casat amb una catalana de Girona, de nom Rosa, Belair sempre havia estat atret per Espanya i d'aquí el nom de la prova, El Trial de España (en castellà a l'original). Com a anècdota, la família Belair visità Barcelona durant els Jocs Olímpics d'Estiu de 1992 i, durant la seva estada, a banda de fer-hi moltes amistats varen aprendre tots el català.
La finalitat inicial de la competició era reunir capital per a finançar el desplaçament a Catalunya dels primers classificats a l'esdeveniment, per tal que poguessin competir en el Trial de Sant Llorenç, prestigiosa prova puntuable per al Campionat del Món de trial. La intenció de Fred Belair era popularitzar l'esport del trial als EUA i de passada "preparar el terreny per tal que un nord-americà esdevingués Campió del Món de Trial", fita aconseguida de moment només per Bernie Schreiber l'any 1979. De fet Schreiber és qui ostenta el rècord de victòries al Trial de España, amb un total de vuit.
Des de 1970, l'ETDE s'ha celebrat cada any tret de 1990 en què la prova no es disputà. Les primeres edicions es corrien el desembre i darrerament se celebren a la primavera.
Exceptuant les victòries de Pere Pi a l'edició aïllada de 1968 i la de Sammy Miller el 1972, a l'ETDE no hi ha guanyat un europeu fins a la victòria d'Andreu Codina el 1994, en una edició disputada pels turons propers al circuit de motocròs de Perris, al comtat de Riverside. Des d'aleshores, Codina (com a mànager de màrqueting de Sherco) s'ha dedicat a promocionar la participació de joves pilots catalans a la prova, que l'han guanyada sovint, com ara David Cobos, Adam Raga o Josep Manzano. Altres europeus que han guanyat la cursa són Tommi Ahvala i Shaun Morris.
Des de 1994 l'ETDE ha servit per a triar l'equip de quatre pilots que hauran de representar els EUA al Trial de les Nacions.

## Llista de guanyadors

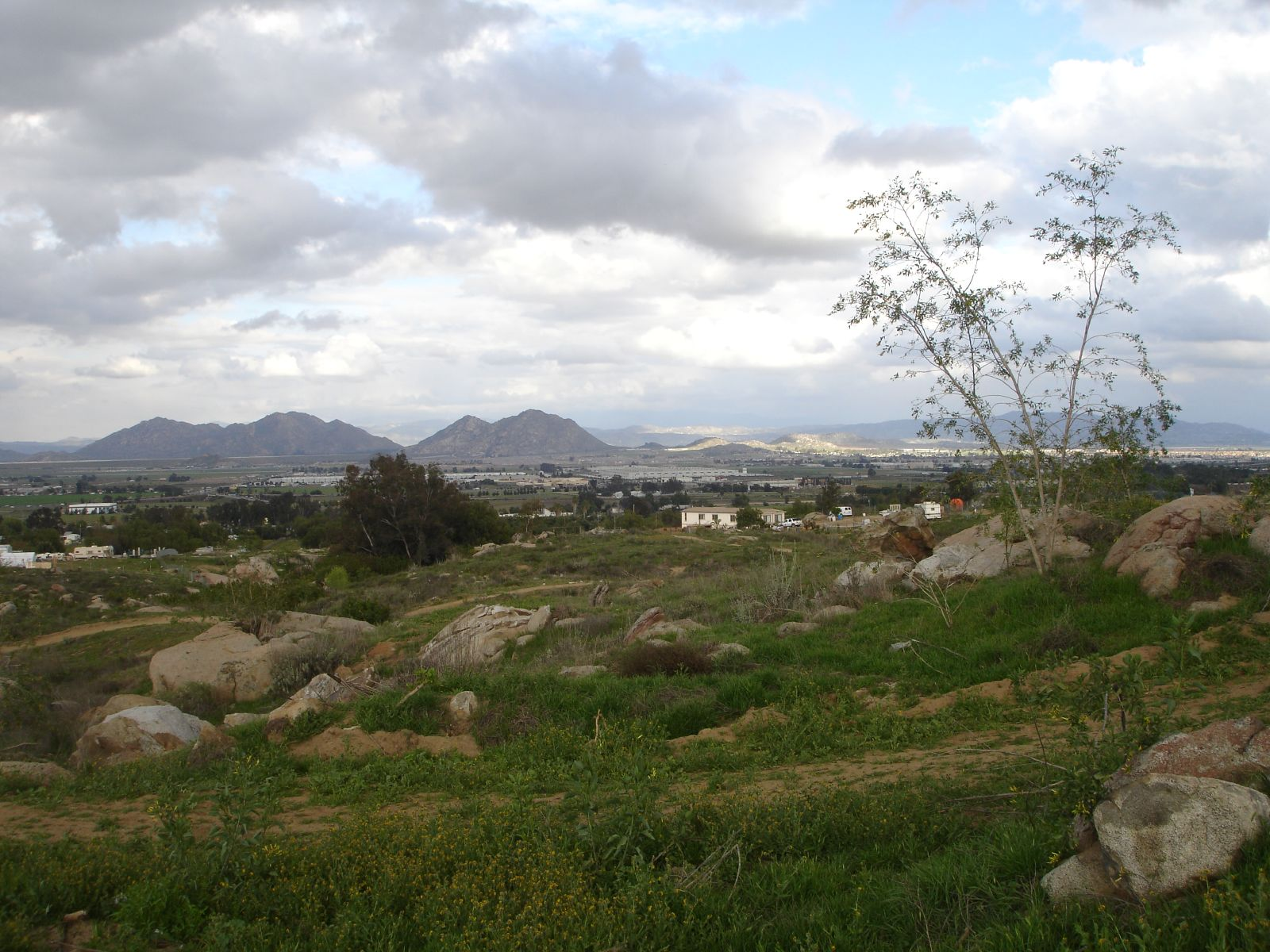
Vista de Perris, Califòrnia

A 1 de desembre de 2024
Font:
| Edició  | Any  | Guanyador        | Motocicleta |
| ------- | ---- | ---------------- | ----------- |
| [ a ]   | 1968 | Pere Pi          | Montesa     |
|         |      |                  |             |
| I       | 1970 | Lane Leavitt     | Bultaco     |
| II      | 1971 | Lane Leavitt     | Bultaco     |
| III     | 1972 | Sammy Miller     | Bultaco     |
| IV      | 1973 | Marland Whaley   | Montesa     |
| V       | 1974 | Lane Leavitt     | Bultaco     |
| VI      | 1975 | Bernie Schreiber | Bultaco     |
| VII     | 1976 | Bernie Schreiber | Bultaco     |
| VIII    | 1977 | Bernie Schreiber | Bultaco     |
| IX      | 1978 | Bernie Schreiber | Bultaco     |
| X       | 1979 | Bernie Schreiber | Bultaco     |
| XI      | 1980 | Scott Head       | Bultaco     |
| XII     | 1981 | Dwaine Walters   | Italjet     |
| XIII    | 1982 | Bernie Schreiber | SWM         |
| XIV     | 1983 | Bernie Schreiber | SWM         |
| XV      | 1984 | Mike Lauxen      | Cagiva      |
| XVI     | 1985 | Scott Head       | Beta        |
| XVII    | 1986 | Bernie Schreiber | Fantic      |
| XVIII   | 1987 | Mark Manniko     | Fantic      |
| XIX     | 1988 | Mark Manniko     | Fantic      |
| XX      | 1989 | Mark Manniko     | Fantic      |
|         | 1990 | No disputat      | No disputat |
| XXI     | 1991 | Geoff Aaron      | Aprilia     |
| XXII    | 1992 | Mark Manniko     | Fantic      |
| XXIII   | 1993 | Tom Hamann       | Beta        |
| XXIV    | 1994 | Andreu Codina    | Gas Gas     |
| XXV     | 1995 | David Cobos      | Gas Gas     |
| XXVI    | 1996 | Geoff Aaron      | Beta        |
| XXVII   | 1997 | Jess Kempkes     | Gas Gas     |
| XXVIII  | 1998 | Tommi Ahvala     | Gas Gas     |
| XXIX    | 1999 | Adam Raga        | Gas Gas     |
| XXX     | 2000 | Josep Manzano    | Sherco      |
| XXXI    | 2001 | Geoff Aaron      | Gas Gas     |
| XXXII   | 2002 | Ryon Bell        | Montesa     |
| XXXIII  | 2003 | Geoff Aaron      | Gas Gas     |
| XXXIV   | 2004 | Chris Florin     | Montesa     |
| XXXV    | 2005 | Geoff Aaron      | Gas Gas     |
| XXXVI   | 2006 | Cody Webb        | Sherco      |
| XXXVII  | 2007 | Shaun Morris     | Gas Gas     |
| XXXVIII | 2008 | Cody Webb        | Gas Gas     |
| XXXIX   | 2009 | Cody Webb        | Sherco      |
| XL      | 2010 | Keith Wineland   | Gas Gas     |
| XLI     | 2011 | Cody Webb        | Beta        |
| XLII    | 2012 | Pat Smage        | Sherco      |
| XLIII   | 2013 | Cody Webb        | Beta        |
| XLIV    | 2014 | Cody Webb        | Beta        |
| XLV     | 2015 | Andrew Oldar     | Montesa     |
| XLVI    | 2016 | Andrew Putt      | Sherco      |
| XLVII   | 2017 | Bryan Roper      | Gas Gas     |
| XLVIII  | 2018 | Pat Smage        | Sherco      |
| XLIX    | 2019 | Karl Davis Jr.   | Scorpa      |
|         | 2020 | No disputat      | No disputat |
|         | 2021 | No disputat      | No disputat |
| L       | 2022 | Josh Roper       | Gas Gas     |
| LI      | 2023 | Josh Roper       | Gas Gas     |
| LII     | 2024 | Josh Roper       | Gas Gas     |

1. ↑  Edició inicial encara no coneguda com a Trial de Espana, ans com a Trial Internacional de Saddleback.[2][8]